# قنفذي منخفض
القنفذي المنخفض نوع نباتي ينتمي إلى جنس القنفذي من الفصيلة النجمية.

## الموئل والانتشار
الموئل الأساسي للقنفذي المنخفض هو سيبيريا.